# Scoutingkampeerterrein St. Walrick
Scoutingkampeerterrein St. Walrick is een labelterrein van Scouting Nederland gelegen in de Hatertse en Overasseltse Vennen in de Gelderse gemeente Heumen.

## Geschiedenis
In 1949 verkregen de Katholieke Verkenners, een van de voorlopers van Scouting Nederland, een terrein bij Overasselt. Op dit terrein konden Verkenners uit het zuiden van Nederland kamperen en diende tevens als centrale plaats voor de Katholieke Verkenners in Nederland; het Buitencentrum.
Met het verkrijgen van dit terrein werd het tevens mogelijk om hier Gilwell-leiderstrainingen te gaan geven, welke hiervoor alleen gegeven werden in Ommen op Gilwell Ada's Hoeve. Vanwege dit feit was de naam van het terrein in die jaren dan ook buitencentrum Gillwell St. Walrick.
Door de fusie van vier verschillende scoutingorganisaties tot Scouting Nederland in 1973 kwam de centrale rol voor het terrein en het buitencentrum te vervallen. Wel bleef het de locatie waar de Gilwell trainingen werden gegeven totdat deze verhuisde in 2000 naar Scoutcentrum Buitenzorg in Baarn.
In 2001 heeft Scouting Nederland het beheer overgenomen en tevens een organisatorische wijziging doorgevoerd waardoor het kampeerterrein enerzijds en het buitencentrum anderzijds van elkaar werden gesplitst. Het terrein ging verder onder de naam Scoutingkampeerterrein St. Walrick en het Buitencentrum fungeerde sindsdien geheel zelfstandig. In 2006 is het Buitencentrum door Scouting Nederland verkocht.

## Het terrein

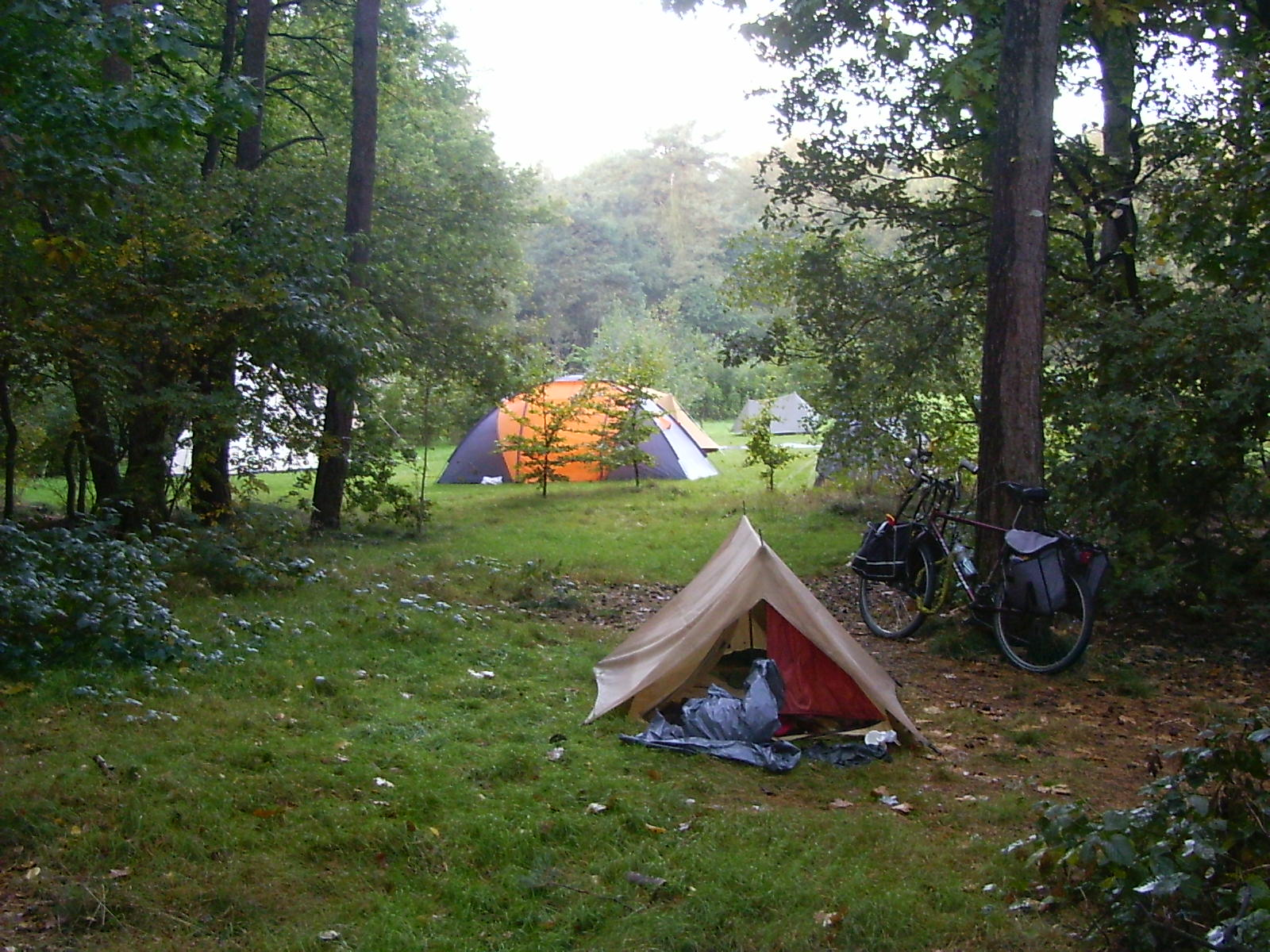
Tenten op St. Walrick

Het kampeerterrein is verdeeld over verschillende velden welke allemaal zijn uitgerust met een kampvuurplaats. In totaal biedt het terrein plaats aan 560 Scouts. Op het terrein is een kampstafgebouw aanwezig waar kampeerders zich kunnen douchen.